# Alfombra de Lorestán
La alfombra de Lorestán es un tipo de alfombra persa.

## Descripción
Como todas las alfombras nómadas, las alfombras de Lorestán tienen decoraciones geométricas bastante sencillas. La más común es la de tres rombos sucediéndose en el centro sobre todo lo largo del campo interior. El resto del campo está guarnecido de ramas floridas estilizadas alternando con grandes rosetones. A menudo se completa la decoración con cuatro esquinas triangulares. A veces, un gran árbol de la vida recubre todo el fondo de la alfombra, flanqueado por dos árboles más pequeños, símbolos de la continuidad de la vida.
Los bordes de las alfombras son muy sencillos, a tres bandas, una central y dos laterales, repitiendo los motivos del campo.
Los colores son muy vivos: rojo y azul para el campo; amarillo, blanco y azul celeste para los motivos.
- Datos: Q3515511